# Våle kommun
Våle kommun (norska: Våle kommune) var en kommun i Vestfold fylke i sydöstra Norge. Kommunen omfattade den norra delen av nuvarande Tønsbergs kommun samt en mindre del av nuvarande Holmestrands kommun.
Centralort i kommunen var fram till runt 1990 byn Sørby, därefter kyrkbyn Kirkevoll.

## Administrativ historik
Våle kommun upprättades den 1 januari 1838 (som Vaale formannskapsdistrikt) när Formannskapslovene från 1837 trädde i kraft.
Den 16 juli 1873, genom kunglig resolution, överfördes ett obebott område från Våle kommun till Ramnes kommun.
1947 överfördes ett mindre bebott område (med åtta invånare) från Botne kommun till Våle kommun.
Den 1 januari 2002 gick Våle kommun, tillsammans med Ramnes kommun, upp i den då nybildade Re kommun. Sedan den 1 januari 2020 utgör större delen av området en del av Tønsbergs kommun medan kustområdet från Mulvika till Helland samt ön Langøya utgör en del av Holmestrands kommun.

## Kommunvapen
Blasonering: I grønt en gull mistelteinkvist.
(I grönt fält en mistelkvist av guld.)
Kommunvapnet godkändes genom kunglig resolution den 23 februari 1990. Misteln är mycket sällsynt i Norge, men den finns i Våle. Den är känd från nordisk mytologi där en mistelpil dödade guden Balder som därefter hämnades av sin bror Vale (Våle). Den gröna färgen syftar på jord- och skogsbruk.